# 立牛岳
立牛岳（たつうしだけ）は、北海道の紋別市にある標高629.9mの山である。山頂には一等三角点「辰丑岳」が設置されている。

## 概要
北見山地中央部に位置する山で、標高は低いがやや独立峰のような少し大きな山体をしている。
かつてはアイヌ語で「タッシヌプリ（樺皮の多い山）」と呼ばれていた。立牛岳西側は北見富士を水源とする立牛川や、紋別市上渚滑町上立牛・中立牛・下立牛の集落がある。

## 登山
上渚滑町上古丹側からクチャンナイ林道を進む。林道からのルートの取り方は人によって異なるが、南西側から山頂に登る人が多い。道中は作業道跡や藪漕ぎ箇所に入ることがある。